# العلاج النفسي الديناميكي

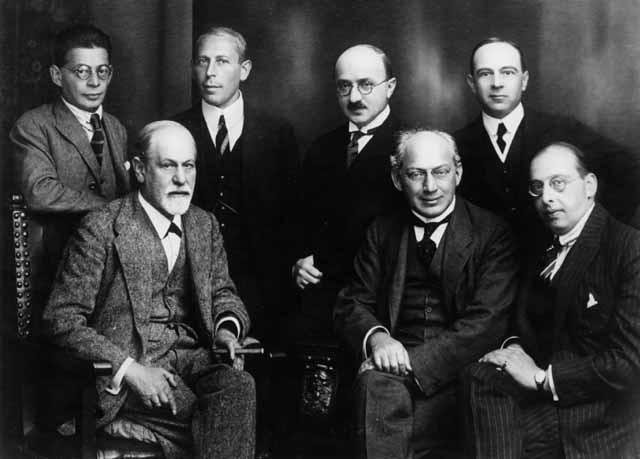

العلاج النفسي الديناميكي (بالإنجليزية: Psychodynamic psychotherapy)‏ أو العلاج النفسي التحليلي هو شكل من أشكال علم عمق النفس، والذي ينصب تركيزه الرئيسي على إظهار محتوى اللا وعي لنفسية المريض في محاولة لتخفيف التوتر النفسي.
يستند العلاج النفسي الديناميكي إلى العلاقة الشخصية بين المريض والمعالج أكثر من باقي أشكال علم عمق النفس. من ناحية النهج، يستخدم هذا النوع من العلاج التحليل النفسي المتكيف مع أسلوب عمل أقل كثافة، عادة بتواتر مرة أو مرتين في الأسبوع. يُعتمد في هذا النوع من العلاج بشكل رئيسي على فكر العلماء النظريين أمثال فرويد وكلاين وعلماء نظرية العلاقة بالموضوع، مثل وينيكوت وغانتريب وبيون. يعتمد بعض المعالجين النفسيين الديناميكيين أيضًا على فكر يونغ أو لكن.  استُخدِم أسلوب التركيز هذا في العلاج النفسي الفردي والعلاج الجماعي والعلاج العائلي ولفهم السياقات المؤسسية والتنظيمية والعمل معها. يعتبر هذا العلاج في الطب النفسي مفضلًا لاضطرابات الإحكام (التكيف) واضطراب الكرب التالي للصدمة النفسية، وللاضطرابات المتعلقة بالشخصية بشكل أساسي.

## التاريخ
عُرِضت مبادئ الديناميكية النفسية أثناء نشر «محاضرات في علم وظائف الأعضاء» من قبل العالم الألماني إرنست فيلهلم فون بروك عام 1874. اقترح فون بروك، مستندًا إلى الديناميكا الحرارية، أن جميع الكائنات الحية عبارة عن أنظمة طاقة، يحكمها مبدأ الحفاظ على الطاقة. وخلال العام نفسه، كان فون بروك مشرفًا على طالب السنة الأولى في الطب المدعو سيغموند فرويد في جامعة فيينا. تبنّى فرويد لاحقًا هذا التركيب الجديد لعلم وظائف الأعضاء «الديناميكي» ليساعده في صياغة مفاهيمه الخاصة المتعلقة بالنفس البشرية. طُوِّر لاحقًا كل من مفهوم الديناميكية النفسية وتطبيقها بشكل أكبر من قبل أمثال كارل يونغ، ألفريد أدلر، أوتو رانك، وميلاني كلاين.

## النهج
تركز معظم نهج الديناميكية النفسية على مفهوم عمل بعض الوظائف سيئة التكيف، وأن سوء التكيف هذا لاواعٍ، على الأقل جزئيًا. يتطور سوء التكيف المفترض في وقت مبكر من الحياة وفي النهاية يسبب صعوبات في الحياة اليومية. تركز العلاجات النفسية الديناميكية على إظهار وحل هذه الصراعات اللاواعية التي تقود للأعراض. تشمل التقنيات الرئيسية التي يستخدمها المعالجون النفسيون الديناميكيون التداعي الحر وتفسير الأحلام وإدراك المقاومة والانتقال والعمل على الذكريات المؤلمة والمسائل الصعبة وبناء رابطة علاجية قوية. كما هو الحال في بعض مناهج التحليل النفسي، يُنظَر للعلاقة العلاجية على أنها وسيلة أساسية لفهم الصعوبات العلائقية التي عانى منها المريض في حياته والعمل عليها.

## المبادئ والخصائص الجوهرية
على الرغم من أن العلاج النفسي الديناميكي قد يتخذ عدة أشكال، إلا أن قواسمه المشتركة تشمل:
- التأكيد على مركزية الصراعات الداخلية واللاواعية، وعلاقتها بالتطور.
- تعريف الدفاعات على أنها تطور في البنية النفسية الداخلية من أجل تفادي النتائج غير السارة للصراع.
- الإيمان بأن المرض النفسي يتطور بالأخص من تجارب الطفولة المبكرة.
- رؤية مفادها أن التمثيل الداخلي للتجارب يُنظَّم حول العلاقات بين الشخصية.
- القناعة بأن قضايا الحياة وديناميكياتها ستنبثق من جديد في سياق العلاقة بين المعالِج والمريض كانتقال وانتقال مقابل.
- استخدام التداعي الحر كطريقة رئيسية لاستكشاف الصراعات والمشاكل الداخلية.
- التركيز على تفسيرات الانتقال وآليات الدفاع والأعراض الحالية والاقتحام والتوغل في هذه المشاكل الراهنة.
- الثقة بالاستبصار بصفتها ذات أهمية كبيرة في نجاح العلاج.

## الفعالية
يعد العلاج النفسي الديناميكي سواء كان طويل الأمد أو قصير الأمد علاجًا فعالًا. وهو علاج قائم على الأدلة، شأنه في ذلك شأن التحليل النفسي الذي يعد الشكل الأكثر تركيزًا منه. إذ بيّن التحليل التلوي أن التحليل النفسي والعلاج النفسي الديناميكي فعالان وذوا نتائج مقارنة أو أفضل من الأنواع الأخرى من العلاجات النفسية أو الأدوية المضادة للاكتئاب. ولا يخلو الأمر من خضوع هذه الحجج لبعض الانتقادات المتنوعة. على سبيل المثال، توصل التحليل التلوي في عام 2012 و2013 إلى استنتاج أن فعالية العلاج التحليلي النفسي ذات دعم وأدلة قليلة، وبالتالي تحتاج المزيد من البحث والدراسة.
وجد نظام المراجعة (الجرد) للعلاج النفسي الديناميكي طويل الأمد في عام 2009 حجم فعالية إجمالي يقدر بنحو 33، في حين وجد آخرون حجم فعالية يقدر بنحو 44-68.
وجد التحليل التلوي للعلاج النفسي الديناميكي قصير الأمد حجم تأثير يقدر بنحو 34-71 بالمقارنة مع عدم العلاج، ويعتبر أفضل بقليل من العلاجات الأخرى بعد المتابعة. في حين بينت مراجعات أخرى حجم تأثير 78-91 للاضطرابات جسدية الشكل بالمقارنة مع عدم العلاج، و69 لعلاج الاكتئاب. ووجد التحليل التلوي للعلاج النفسي الديناميكي قصير الأمد المكثف الذي أجرته مراجعة هارفارد لعلم النفس أن حجم التأثير يتراوح بين 84 للمشاكل بين الشخصية، و1.51 للاكتئاب. ويقدر التأثير الإجمالي له بنحو 1.18 بالمقارنة مع عدم العلاج.
في عام 2011، وضعت دراسة منشورة في الصحيفة الأمريكية للطب النفسي مئة وثلاثة عشر مقارنة بين العلاج النفسي الديناميكي ومنافس غير ديناميكي، ووجدت أن 6 مقارنات كانت أعلى وأفضل، في حين كانت 5 منها أدنى وأسوأ و28 منها لم تبدِ أي فرق، أما 63 منها متكافئة. وجدت الدراسة أيضًا أنه يمكن استخدام هذه النتائج كأساس «لجعل العلاج النفسي الديناميكي علاجًا (معتمدًا تجريبيًا)».
بينت دراسة تالية عام 2011 أن العلاج النفسي الديناميكي طويل الأمد أفضل من الأشكال الأخرى الأقل كثافة من العلاجات النفسية فيما يتعلق بالاضطرابات العقلية المعقدة. ينبغي اللجوء للعلاج النفسي طويل الأمد بالاعتماد على شدة المرضية الأساسية. على سبيل المثال، يحتاج الأفراد الذين يصنفون ضمن الدرجة الأولى على مقياس دي إس إم للوظيفة الشخصية علاجًا أقل من أولئك الذين صُنِّفوا بالدرجة الثانية فما فوق. أشارت الدراسات أيضًا إلى أن الأشخاص الذين تلقوا العلاج النفسي الديناميكي قد واصلوا النمو بعد المعالجة، على عكس الأشخاص الذين تلقوا العلاج المعرفي السلوكي.

## العلاقة بين المعالج والمريض
بسبب ذاتية توقعات الأمراض النفسية لدى كل مريض، من النادر أن يكون هناك منهج علاج واضح. في معظم الأحيان يعدل المعالجون النهج العامة لتتناسب مع احتياجات كل مريض. فإذا لم يفهم المعالج المرض النفسي الذي يعاني منه المريض بشكل جيد فإنه لا يستطيع أن يقرر البنية العلاجية التي ستساعده. وبالتالي، يجب أن تكون العلاقة بين المعالج والمريض قوية جدًا. ويفضل المعالجون أن يكون المريض صريحًا ومنفتحًا بأقصى قدراته. يجب على المرضى أن يثقوا بالمعالجين إذا ما أرادوا نجاح العلاج، لأن فعالية العلاج تعتمد بشدة على المعلومات التي يعطيها المريض لمعالجه، إذ إن العلاقة بين المعالج والمريض أكثر حيوية في العلاج النفسي الديناميكي بالمقارنة مع معظم الأنواع الأخرى من الممارسات الطبية.